# 川本勝
川本勝（かわもと まさる、1943年10月29日 - ）は、日本の社会学者、駒澤大学名誉教授。

## 来歴
広島県生まれ。1967年東京学芸大学社会科教育卒、70年同大学院教育学研究科修士課程修了、東京造形大学講師、77年助教授、1981年駒澤大学文学部助教授、教授。2014年定年退任、名誉教授。

## 著書
- 『流行の社会学』高文堂新書 1976
- 『流行の社会心理』勁草書房 社会心理学選書 1981

共編著
- 『社会学への招待』倉沢進共編著 ミネルヴァ書房 1992

## 参考
- 『現代日本人名録』2002年

| スタブアイコン | サブスタブ | この項目は、まだ閲覧者の調べものの参照としては役立たない、人物に関連した書きかけの項目です。この項目を加筆・訂正などしてくださる協力者を求めています（P:人物伝/PJ:人物伝）。 |